# Radio Tour de France
Radio Tour de France is een jaarlijks terugkerend radioprogramma dat wordt uitgezonden gedurende de wielerwedstrijd de Tour de France. Het programma wordt gemaakt door de NOS en wordt uitgezonden op NPO Radio 1. Het programma doet verslag van de wedstrijd en wisselt dit af met muziek en luchtige informatie. Kenmerkend voor het programma is het gebruik van de tunes, de tourartiest en het zomerse sfeertje. Het programma wordt, met onderbreking van een aantal jaren, sinds 1970 uitgezonden.

## Geschiedenis

### De beginjaren

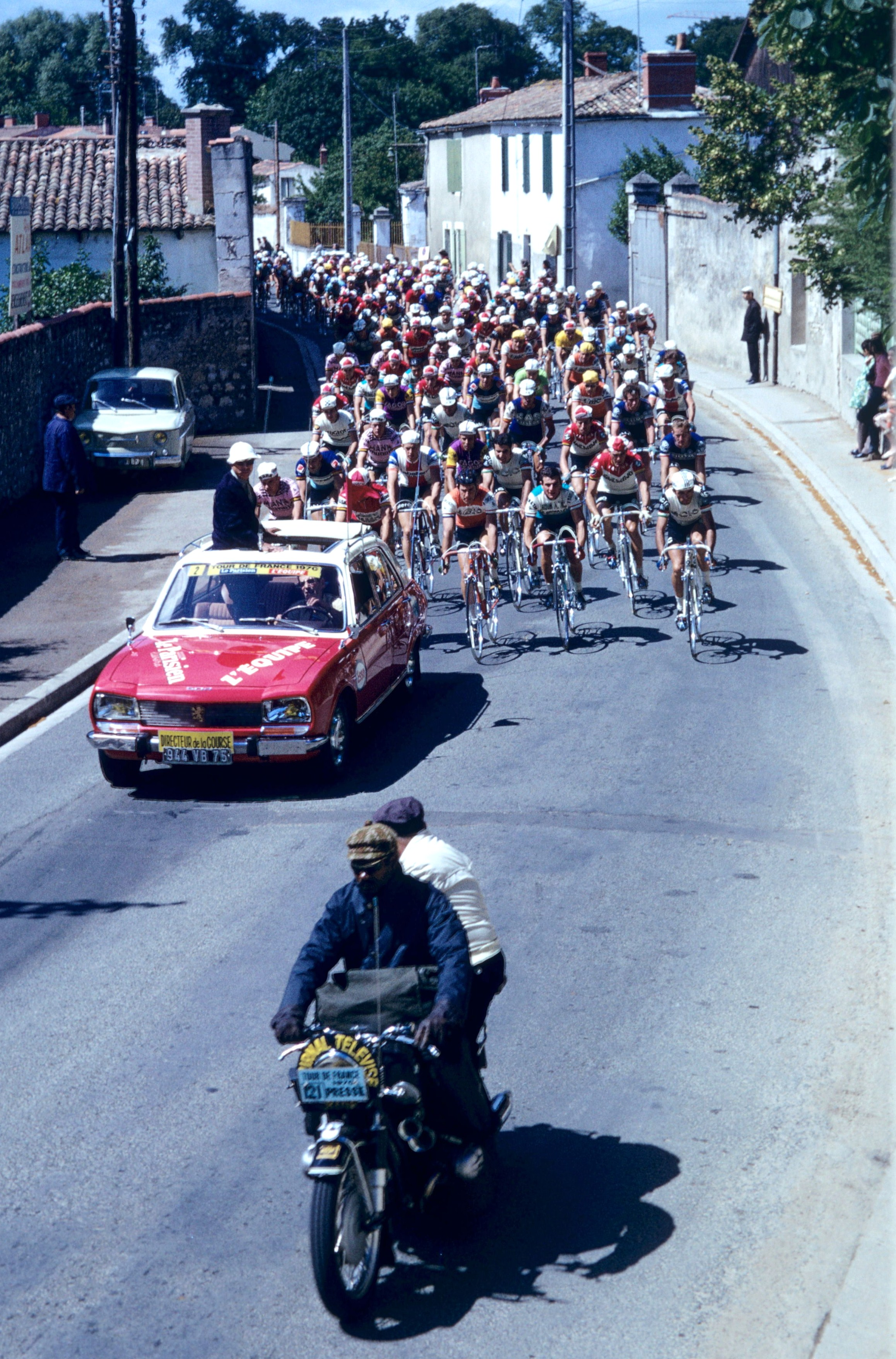
Tour de France 1970

Reeds in de jaren dertig waren er Nederlandstalige radioverslagen van de gebeurtenissen in de Tour de France en in de jaren 50 waren ook op de Hilversumse zenders regelmatig reportages van de wedstrijd. De Belgische BRT en de Nederlandse NRU en NTS werkten in de jaren 60 op verschillende terreinen met elkaar samen en dit leidde ertoe dat voor de rondes van 1967 en 1968 de omroepen gezamenlijk verslaggevers naar de ronde stuurden. De vijf minuten durende reportages werden rechtstreeks van de BRT overgenomen en uitgezonden op Hilversum 1 tussen de normale programma's door. Deze samenwerking strandde in 1969 vanwege beschuldigingen over en weer dat het verslag te nationaal getint zou zijn. Hierna besloten de BRT en de NOS (die een maand voor de tourstart ontstond uit de fusie van NRU en NTS) om ieder afzonderlijk een team van verslaggevers naar Frankrijk te sturen. De NOS deed dagelijks op de radio verslag van de etappes met verslaggevers Theo Koomen en Fred Racké.
In 1970 startte de NOS met een proef om gedurende de Tour de France een horizontaal geprogrammeerd programma te brengen rondom de wielerwedstrijd. Radio Tour de France was een initiatief van Kees Buurman en werd voor het eerst uitgezonden op 27 juni 1970 op Hilversum 3. Het programma werd van maandag tot en met zaterdag van 13:00 tot 17:00 uur uitgezonden; op zondag was er Langs de Lijn. Vanwege een staking bij de Franse omroep waren rechtstreekse reportages niet mogelijk. De wedstrijdverslagen werden daarom per telefoon op vaste punten langs de route doorgegeven. Voor het programma sprak de 21-jarige Theodora (Dorit) Faber een aantal jingles in waaronder: Ici Radio Tour de France die vandaag de dag nog steeds gebruikt wordt. Naar de uitzendingen van Radio Tour de France luisterden gemiddeld 1.350.000 mensen. Hilversum 3 had daarmee een luisterdichtheid van 15%, wat tweemaal zo veel was als normaal.
Naar aanleiding van deze succesvolle eerste editie van Radio Tour de France had de NOS de intentie om ook in 1971 met het programma te komen. Dit stuitte echter op bezwaren bij de grote vier omroepen (AVRO, KRO, NCRV en VARA), omdat zij meenden dat hiermee de indruk zou kunnen worden gewekt dat alleen de NOS in staat zou zijn de juiste muziek voor die middagen zou kunnen verzorgen, en dat dit totaalprogramma de autonomie van de omroepen zou aantasten. Deze bezwaren leidden ertoe dat in 1971 de proef met Radio Tour de France niet werd herhaald; men keerde terug naar de formule van 1969 waarbij de NOS inbrak in de reguliere programmering van Hilversum 3.
In 1972 besloten de verschillende omroepen om toch weer een horizontaal programma tijdens de Tour te brengen. De reportages van het jaar ervoor werden als brokkelig en voor de luisteraar niet te volgen bevonden, waardoor de omroepverenigingen dat jaar besloten de krachten weer te bundelen en terug te keren met de beproefde formule van Radio Tour de France uit 1970. Vanwege het herstel van een ongeluk eerder dat jaar zou verslaggever Theo Koomen dat jaar op doktersadvies niet afreizen naar Frankrijk, maar vanuit de studio in Hilversum verslag doen.
De start van de Ronde van Frankrijk in 1973 vond plaats op 1 juli in Scheveningen. Vanwege interne samenwerkingsmoeilijkheden besloot de NOS om dat jaar weer met afzonderlijke radio- en televisieploegen de koers te verslaan en werden de radioverslagen in de reguliere programma's uitgezonden. De NOS nodigde zeven bekende personen uit om als gastverslaggever vanuit de koers verslag te doen. Koos Postema, Willem Duys, Ton van Duinhoven, Joost den Draaijer, Henk Molenberg, Willy Alberti en Paul Meier maakten ieder verslag van een of twee etappes. Ook de daarop volgende jaren werd er afgezien van een horizontaal programma rondom de Tour en werden de reportages tijdens de reguliere programma's van Hilversum 3 uitgezonden.
Na de edities in 1970 en 1972 keerde de NOS in 1977 terug met een totaalprogramma tijdens de Ronde van Frankrijk. Nadat in de voorgaande jaren door de reguliere programma's heen flitsen en reportages vanuit Frankrijk werden uitgezonden, stond dit jaar wederom Radio Tour de France in de programmering op Hilversum 3. Dit was mogelijk doordat de scheve verhouding van de voorgaande jaren tussen de omroepen wat bij was getrokken. 's Middags tussen 14:00 en 19:00 werd er uitgezonden met verslagen vanuit de koers afgewisseld met muziek. Ferry Maat en Tom Blom waren de nieuwe presentatoren, die samen met Felix Meurders, Vincent van Engelen en Joost den Draaijer het programma presenteerden. De communicatie tussen de presentatoren in Hilversum en de verslaggevers in de auto's en op de motor werd verzorgd via een vliegtuig, dat als relaisstation diende. Naast de reportages uit de koers schonk de NOS ook aandacht aan andere grote sportevenementen dat jaar, zoals Wimbledon, het Europees honkbaltoernooi in Haarlem, het NK zwemmen in Amersfoort en het skûtsjesilen in Friesland.
Een jaar later (1978) startte de Ronde van Frankrijk in Leiden en kwam de NOS wederom met het programma Radio Tour de France. Voor het verslaan van de wedstrijd had de omroep de beschikking over twee volgwagens, een motor en een vliegtuig voor het doorzenden van de reportages. Het programma werd dat jaar voor het laatst op Hilversum 3 uitgezonden.

### Verhuizing naar Hilversum 1
Met de zenderprofilering van de Hilversumse omroepen verhuisde het programma in 1979 van Hilversum 3 naar Hilversum 1. Klaas Samplonius, Fred Racké (die een aantal jaar daarvoor nog als verslaggever de ronde versloeg) en Koos Postema werden de nieuwe presentatoren van het programma. Luisteronderzoek wees uit dat het programma populair was. Het programma haalde in 1980 een luisterdichtheid van 3.500.000 luisteraars en het programma trok daarmee veel luisteraars weg van de andere Hilversumse radiozenders. Het programma werd dat jaar voor het eerst ook door de Wereldomroep uitgezonden. Een jaar later zou de Wereldomroep, met medewerking van de NOS, met een eigen programma, redactie en een volgwagen in de koers de Ronde van Frankrijk verslaan. Het programma zelf kreeg in die jaren een meer Frans tintje doordat er bekende Franstalige chansons door muzieksamensteller Herman van de Velden werden gebruikt voor het maken van jingles voor het programma. Onderdeel van het programma was de Tourquiz. Aanvankelijk konden luisteraars telefonisch aan dit spelletje meedoen, maar door het grote aantal bellers werd het hele interlokale telefoonverkeer in Midden-Nederland voor enkele uren platgelegd en werd besloten het spel middels briefkaarten te spelen.
Hoewel het programma populair was, besloot de NOS in eerste instantie om het programma in 1984 een jaar over te slaan, omdat de financiële middelen het niet toestonden zowel van de Tour als de Olympische Spelen van Los Angeles uitgebreid verslag te doen. Later kwam de NOS op dit besluit terug en was men alsnog aanwezig in Frankrijk.
De samenwerking tussen de omroepen op Radio 1 kreeg in 1990 meer vorm. De NOS maakte een gezamenlijk programma onder de naam RadiOlanda tijdens het WK-voetbal in Italië. Ook in de ronde is er samenwerking tussen de verschillende omroepen. De NOS werkte samen met de Wereldomroep en Veronica, waar voormalig wielrenner Teun van Vliet zijn debuut maakte als verslaggever. Verslaggever Hans Prakke was er dat jaar na een afwezigheid van 10 jaar weer bij.
Na 13 jaar Radio Tour de France te hebben gepresenteerd, nam Klaas Samplonius na de ronde van 1992 afscheid van het programma. Met de Tourstart in 's-Hertogenbosch op 29 juni 1996 keerde Samplonius nog een keer terug als medepresentator. Op die dag werd een extra lange uitzending van Radio Tour de France uitgezonden in verband met de TT Assen.
De eerste vrouwelijke presentatrice van het programma was Annette van Trigt, die het programma in 1998 presenteerde. De twee daarop volgende jaren nam Clairy Polak de presentatie van haar over. Gio Lippens keerde in 2005 als motorverslaggever terug in het programma en verzorgde voor zowel Radio Tour de France alsmede de televisie het verslag van de etappes. Een jaar later zou Lippens zelf het nieuws halen, doordat hij samen met de bestuurder van de motor in de afdaling van de Col de Soudet onderuit ging.
Het programma werd in 2007 genomineerd voor het Gouden radio-oortje in de categorie beste radio-evenement. De uiteindelijke winnaar werd de Top 2000 van Radio 2. Het programma trok dat jaar 1,8 miljoen luisteraars en het werd met gemiddeld een 8 gewaardeerd.
2007 was het 28e en tevens laatste jaar waarin Jacques Chapel verslag deed van de Tour de France vanuit de NOS Tour-karavaan. In eerste instantie zou Chapel in 2008 voor de laatste keer verslag doen vanuit de ronde, maar vanwege zijn ziekte was dit niet meer mogelijk. Chapel overleed de dag voor het begin van de 95ste editie van de Tour op 62-jarige leeftijd. Ook voor Ferry de Groot, die jarenlang vanuit Frankrijk het programma regisseerde, was 2007 het laatste jaar dat hij meewerkte aan Radio Tour.
In 2010 was de tourstart weer eens in Nederland en ging de ronde op 3 juli van start in Rotterdam. Tevens vierde het programma dat jaar het veertigjarig jubileum en ter gelegenheid daarvan ontving de nieuwe presentatrice Dione de Graaff elke dag een oud-medewerker in het programma. In 2012 besloot de NOS vanwege de vele sportevenementen dat jaar (EK Voetbal, Wimbledon, Olympische Spelen en natuurlijk de Tour) een algemeen sportprogramma met de naam Radio 1 Sportzomer te maken, waarin het verslag van de verschillende sportevenementen waaronder ook de Tour de France aan bod kwam.
In april 2013 maakte de NOS bekend dat Radio Tour de France in 2013 weer terug zou komen op Radio 1. Dit jaar zijn de presentatoren Dione de Graaff en Jurgen van den Berg, die terugkwam omdat Tom van 't Hek afscheid heeft genomen van de NOS. Van den Berg wordt uitgeleend door de NCRV. In 2015 volgt Robbert Meeder Dione de Graaff op, die samen met Gert van 't Hof het televisieprogramma NOS Studio Tour gaat presenteren. In 2016 is Meeder de enige presentator van Radio Tour de France, dat nu wel tijdens de Sportzomer wordt gemaakt. In 2017 is Gert van 't Hof naast Robbert Meeder medepresentator geworden.
In 2020 werd de Tour de France wegens de coronapandemie verschoven naar augustus/september. In verband met de tijd van het jaar werkten de redacties van NOS Sport samen met die van Nieuws en Co (nieuwsprogramma gemaakt i.s.m. NTR) en EénVandaag (AVROTROS). Doordeweeks en op zaterdag presenteerden daardoor Suzanne Bosman (EénVandaag, AVROTROS) en Lara Rense (Nieuws en Co, NOS Nieuws) samen met een NOS Sport-presentator het programma. De nadruk werd daardoor nog meer gelegd op nieuws en actualiteiten.
In 2022 zal Henry Schut voor de eerste keer de eerste uren van Radio Tour de France presenteren in plaats van Van 't Hof.

## Edities

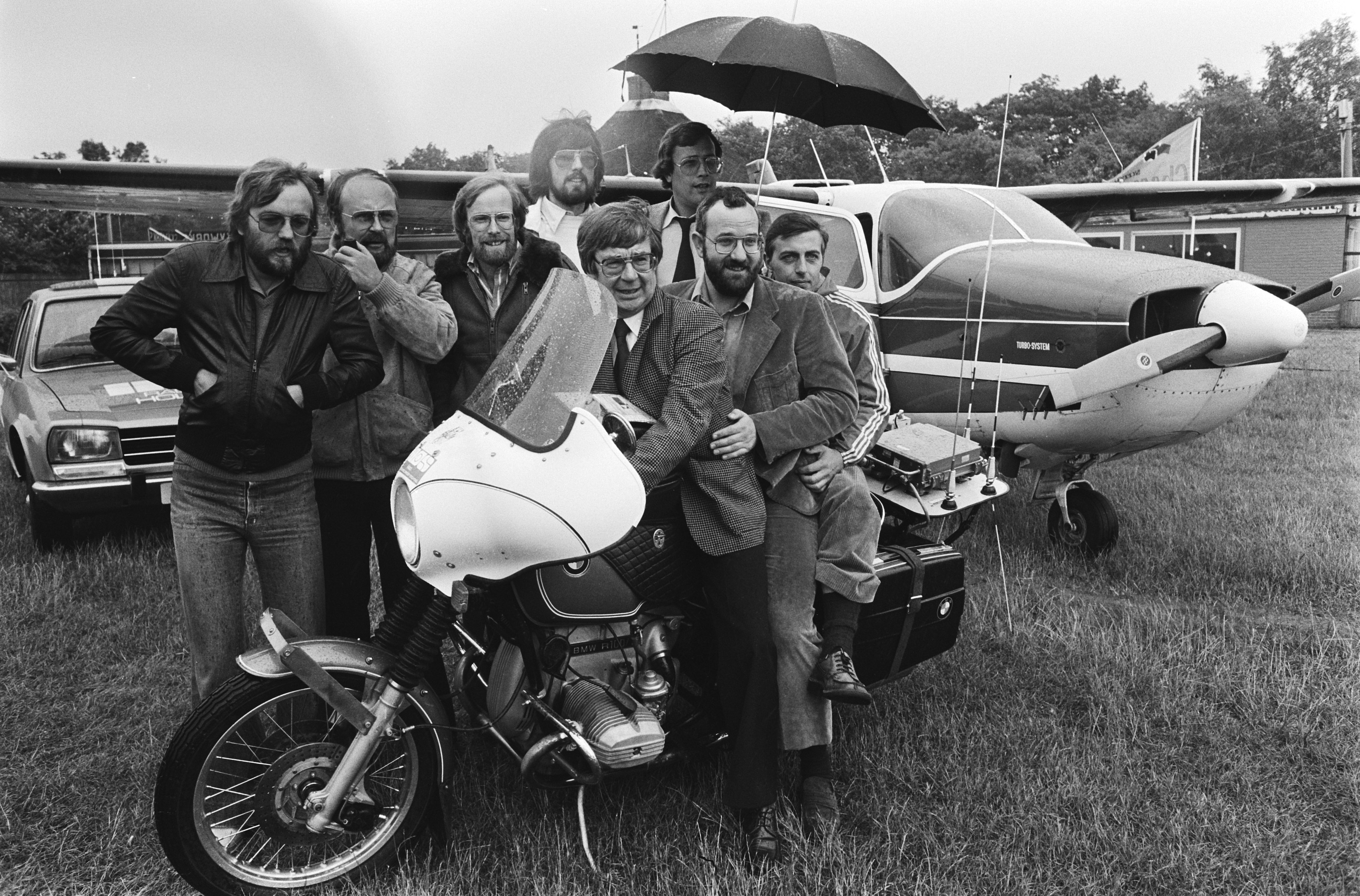
De presentatoren en vehikels van 1978

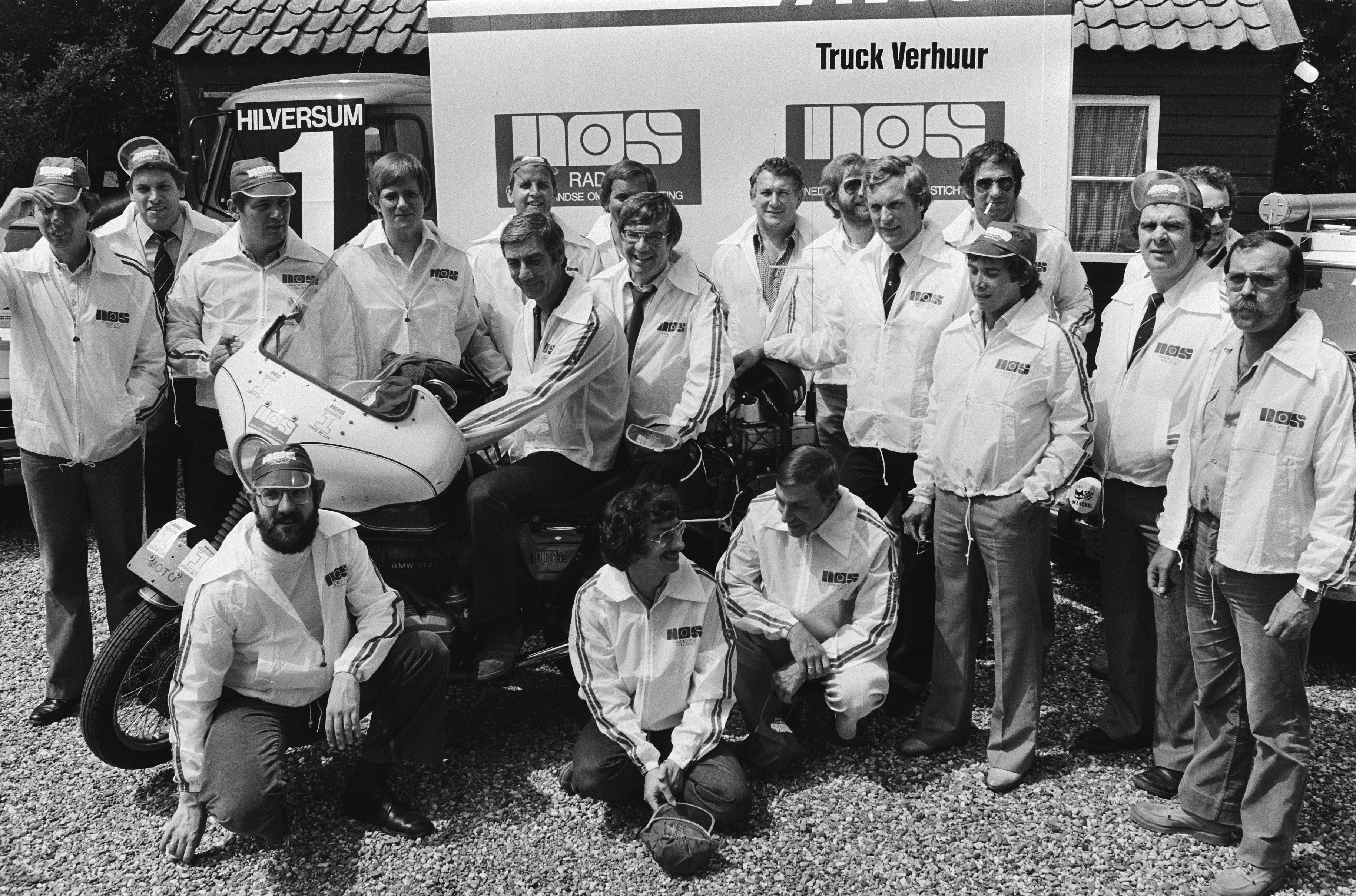
De NOS equipe voor de Tour de France 1979

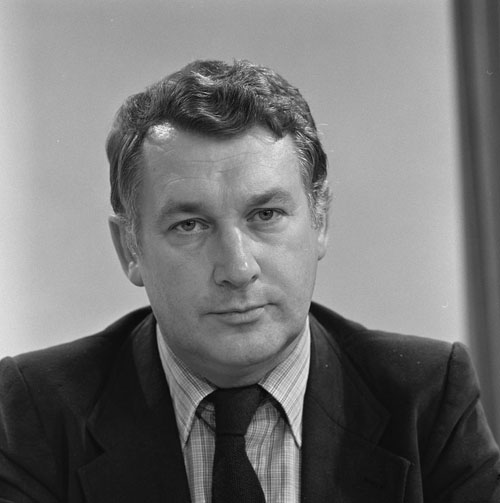
Koos Postema

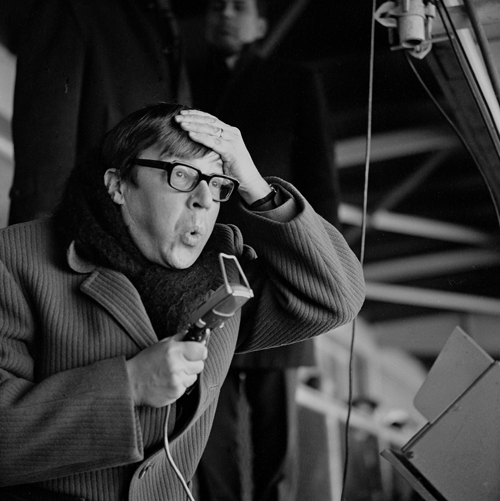
Theo Koomen

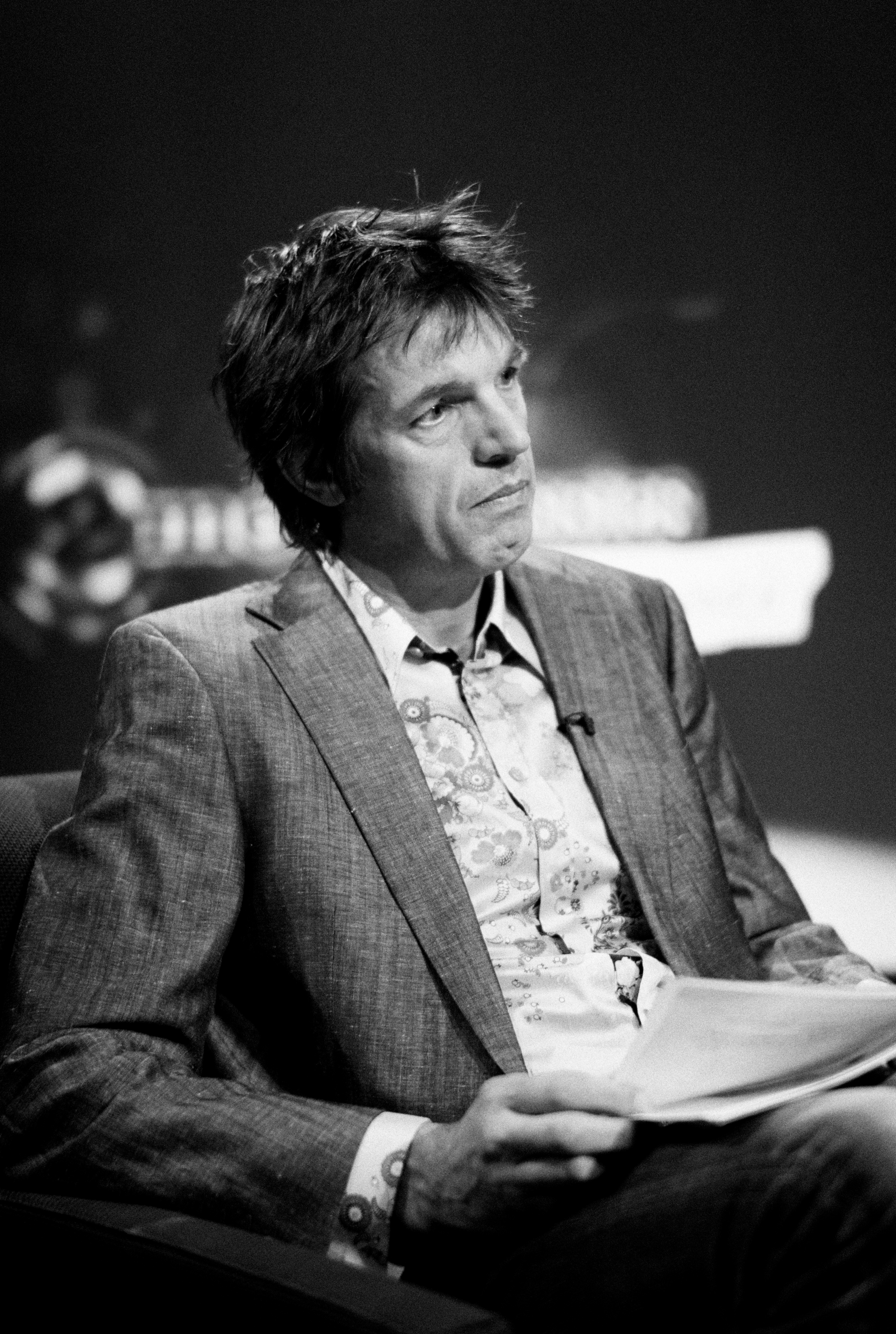
Jan Douwe Kroeske presenteerde het programma tussen 1985 en 2004

| Jaar                                                                                 | Presentatoren | Verslaggevers                                                                            |
| ------------------------------------------------------------------------------------ | --- | ---------------------------------------------------------------------------------------- |
| 27 juni 1970 - 18 juli 1970 13:00-17:00                                              | Joost den Draaijer (13:00-14:00) Eddy Becker (14:00-15:00) Lex Lammen (15:00-16:00) Herman Stok (16:00-17:00)                                                          | Theo Koomen Fred Racké                                                                   |
| 2 juli 1972 - 23 juli 1972 13:00-18:00                                               | Felix Meurders (13:00-14:00) Herman Stok (14:00-15:00) Vincent van Engelen (15:00-16:00) Eddy Becker (16:00-17:00) Joost den Draaijer (17:00-18:00)                    | Henk Terlingen Jean Nelissen Fred Racké Theo Koomen                                      |
| 1 juli 1977 - 24 juli 1977 14:00-19:00                                               | Felix Meurders (14:00-15:00) Vincent van Engelen (15:00-16:00) Ferry Maat (16:00-17:00) Tom Blom (17:00-18:00) Joost den Draaijer (18:00-19:00)                        | Heinze Bakker Theo Koomen Hans Prakke                                                    |
| 30 juni 1978 - 23 juli 1978 14:00-19:00                                              | Felix Meurders (14:00-15:00) Lex Harding (15:00-16:00) Ferry Maat (16:00-17:00) Jan van Veen (17:00-18:00) Joost den Draaijer (18:00-19:00)                            | Heinze Bakker Theo Koomen Hans Prakke                                                    |
| 27 juni 1979 - 22 juli 1979 15:00-18:00                                              | Klaas Samplonius (15:00-16:00) Fred Racké (16:00-17:00) Koos Postema (17:00-18:00)                                                                                     | Heinze Bakker Theo Koomen Hans Prakke                                                    |
| 26 juni 1980 - 20 juli 1980 15:00-18:00                                              | Klaas Samplonius (15:00-16:00) Fred Racké (16:00-17:00) Koos Postema (17:00-18:00)                                                                                     | Heinze Bakker Theo Koomen Evert ten Napel                                                |
| 25 juni 1981 - 19 juli 1981 15:00-18:00                                              | Klaas Samplonius (15:00-16:00) Fred Racké (16:00-17:00) Koos Postema (17:00-18:00)                                                                                     | Heinze Bakker Theo Koomen Evert ten Napel                                                |
| 2 juli 1982 - 25 juli 1982 15:00-18:00                                               | Klaas Samplonius (15:00-16:00) Fred Racké (16:00-17:00) Koos Postema (17:00-18:00)                                                                                     | Harrie Jansen Theo Koomen                                                                |
| 1 juli 1983 - 24 juli 1983 14:00-17:00, za. en zo. tot 18:00                         | Klaas Samplonius (14:00-15:00) Fred Racké (15:00-16:00) Koos Postema (16:00-einde)                                                                                     | Harrie Jansen Theo Koomen Henny Rückert                                                  |
| 29 juni 1984 - 22 juli 1984 14:00-17:00, zo. tot 18:00                               | Klaas Samplonius Fred Racké Koos Postema (16:00-einde) | Harrie Jansen Evert ten Napel Henny Rückert Pieter Storms                                |
| 28 juni 1985 - 21 juli 1985 14:00-18:00                                              | André van Duin (14:00-15:00) Klaas Samplonius (15:00-16:00) Koos Postema (16:00-18:00)                                                                                 | Harrie Jansen Gerrie Knetemann Evert ten Napel                                           |
| 4 juli 1986 - 27 juli 1986 14:00-17:00, zo. tot 18:00                                | Klaas Samplonius (14:00-15:00) Felix Meurders (15:00-16:00) Koos Postema (16:00-einde)                                                                                 | Jorrit Jorritsma Jos Kuijer Henny Rückert                                                |
| 3 juli 1987 - 26 juli 1987 14:00-17:00, vr. en zo. tot 18:00                         | Klaas Samplonius Felix Meurders Koos Postema | Leo Driessen Jorrit Jorritsma Jos Kuijer Henny Rückert                                   |
| 3 juli 1988 - 24 juli 1988 15:00 - 18:00 zo. 14:00 - 18:00                           | Klaas Samplonius (15:00-16:00) Felix Meurders (16:00-17:00) Koos Postema (17:00-18:00)                                                                                 | Leo Driessen Jorrit Jorritsma Henny Rückert                                              |
| 1 juli 1989 - 23 juli 1989 14:00-17:00, za. en zo. tot 18:00                         | Klaas Samplonius (14:00-15:00) Felix Meurders (15:00-16:00) Koos Postema (16:00-einde)                                                                                 | Leo Driessen Jorrit Jorritsma Arno Vermeulen                                             |
| 30 juni 1990 - 22 juli 1990 14:00-18:00                                              | Klaas Samplonius Felix Meurders | Jacques Chapel Leo Driessen Jorrit Jorritsma Jacques de Krom Hans Prakke Jeroen Wielaert |
| 1991 14:00-17:00 (za., zo. 18:00)                                                    | Klaas Samplonius (14:00-15:00) Jan Douwe Kroeske (15:00-16:00) Felix Meurders (16:00-einde)                                                                            | Jacques Chapel Leo Driessen Hans Prakke Jeroen Wielaert                                  |
| 4 juli 1992-26 juli 1992 14:00-17:00 za., zo. tot 18:00                              | Klaas Samplonius (14:00-15:00) Jan Douwe Kroeske (15:00-16:00) Felix Meurders (16:00-17:00)                                                                            | Jacques Chapel Leo Driessen Hans Prakke Jeroen Wielaert                                  |
| 3 juli 1993 - 25 juli 1993 14:00-17:00, zo. tot 18:00                                | Frits Spits (14:00-15:00) Rocky Tuhuteru (15:00-16:00) Felix Meurders (16:00-einde)                                                                                    | Jacques Chapel Leo Driessen Gio Lippens Jeroen Wielaert                                  |
| 2 juli 1994 - 24 juli 1994 14:00-17:00, zo. tot 18:00                                | Jan Douwe Kroeske (14:00-15:00) Rocky Tuhuteru (15:00-16:00) Felix Meurders (16:00-17:00)                                                                              | Jacob Bergsma Jacques Chapel Gio Lippens Jeroen Wielaert Peter Zijerveld                 |
| 1 juli 1995 - 23 juli 1995 14:00-17:00 (zo. 18:00)                                   | Govert van Brakel Rocky Tuhuteru Felix Meurders | Jacob Bergsma Jacques Chapel Jeroen Wielaert                                             |
| 29 juni 1996 - 21 juli 1996 14:00-17:00 (zo. 18:00)                                  | Govert van Brakel Jan Douwe Kroeske Rocky Tuhuteru | Jacques Chapel Gio Lippens Maino Remmers Theo Verbruggen Jeroen Wielaert                 |
| 1997 14:00 - 17:00                                                                   | Govert van Brakel Jan Douwe Kroeske Rocky Tuhuteru. | Jacques Chapel Gio Lippens Piet Teeling Jeroen Wielaert                                  |
| 1998 14:00 - 17:00                                                                   | Tom van 't Hek (14:00-15:00) Annette van Trigt (15:00-16:00) Jan Douwe Kroeske (16:00-17:00)                                                                           | Jacques Chapel Sjors Fröhlich Gio Lippens Jeroen Wielaert                                |
| 3 juli 1999 - 25 juli 1999 13:30-18:00                                               | Tom van 't Hek (13:30-15:00) Clairy Polak (15:00-16:00) Jan Douwe Kroeske (16:00-18:00)                                                                                | Jacques Chapel Sjors Fröhlich Gio Lippens Jeroen Wielaert                                |
| 1 juli 2000 - 23 juli 2000 13:30-18:00                                               | Tom van 't Hek (13:30-15:00) Clairy Polak (15:00-16:00) Jan Douwe Kroeske (16:00-18:00)                                                                                | Andy Houtkamp Sjors Fröhlich Sebastiaan Timmerman Bas Ticheler                           |
| 7 juli 2001 - 29 juli 2001 ?-18:00                                                   | Tom van 't Hek (?-16:00) Jan Douwe Kroeske (16:00-18:00) | Jacques Chapel Sjors Fröhlich Sebastiaan Timmerman                                       |
| 2002                                                                                 | Jan Douwe Kroeske Tom van 't Hek | Jacques Chapel Edwin Cornelissen Sebastiaan Timmerman Sjors Fröhlich                     |
| 5 juli 2003 - 27 juli 2003 14:00-18:00                                               | Jan Douwe Kroeske Tom van 't Hek | Jacques Chapel Edwin Cornelissen Sebastiaan Timmerman Sjors Fröhlich                     |
| 3 juli 2004 - 25 juli 2004                                                           | Jan Douwe Kroeske Tom van 't Hek | Jacques Chapel Edwin Cornelissen Sjors Fröhlich Sebastiaan Timmerman                     |
| 2 juli 2005 - 24 juli 2005 14:00-18:00                                               | Jurgen van den Berg (14:00-16:00) Tom van 't Hek (16:00-18:00) | Jacques Chapel Gio Lippens Sebastiaan Timmerman Mattijs van de Wiel                      |
| 1 juli 2006 - 23 juli 2006 14:00-18:00                                               | Jurgen van den Berg Tom van 't Hek | Jacques Chapel Edwin Cornelissen Gio Lippens Sebastiaan Timmerman                        |
| 7 juli 2007 - 29 juli 2007 14:00-18:30                                               | Jurgen van den Berg (14:00-16:00) Tom van 't Hek (16:00 - 18:30) | Jacques Chapel Gio Lippens Sebastiaan Timmerman Steven Dalebout                          |
| 5 juli 2008 - 27 juli 2008 14:00-18:30                                               | Jurgen van den Berg (14:00-16:00) Tom van 't Hek (16:00-18:30) | Gio Lippens Aart Vierhouten Sebastiaan Timmerman Steven Dalebout                         |
| 4 juli 2009 - 26 juli 2009 14:00-18:30                                               | Jurgen van den Berg (14:00-16:00) Tom van 't Hek (16:00-18:30) | Gio Lippens Sebastiaan Timmerman Steven Dalebout Jeroen Wielaert                         |
| 3 juli 2010 - 25 juli 2010 14:00 - 18:30                                             | Dione de Graaff (14:00-16:00) Tom van 't Hek (16:00-18:30) | Gio Lippens Sebastiaan Timmerman Steven Dalebout                                         |
| 2 juli 2011 - 24 juli 2011 14:00 - 18:30                                             | Dione de Graaff (14:00-16:00) Tom van ’t Hek (16:00-18:30) | Gio Lippens Sebastiaan Timmerman Steven Dalebout Jeroen Wielaert                         |
| Zomer 2012 was er de Radio 1 Sportzomer.                                             | |                                                                                          |
| 29 juni 2013 - 21 juli 2013 14:00-18:00                                              | Dione de Graaff (14:00-16:00) Jurgen van den Berg (16:00-18:00) | Gio Lippens Sebastiaan Timmerman Steven Dalebout Jeroen Wielaert                         |
| 5 juli 2014 - 27 juli 2014 14:00-18:00                                               | Dione de Graaff (14:00-16:00) Jurgen van den Berg (16:00-18:00) | Gio Lippens Sebastiaan Timmerman Steven Dalebout                                         |
| 4 juli 2015 - 26 juli 2015 14:00-18:00                                               | Robbert Meeder (14:00-16:00) Jurgen van den Berg (16:00-18:00) | Gio Lippens Sebastiaan Timmerman Steven Dalebout                                         |
| 2 juli 2016 - 24 juli 2016 14:00-18:00                                               | Robbert Meeder | Gio Lippens Sebastiaan Timmerman Steven Dalebout Corné Hendriks                          |
| 1 juli 2017 - 23 juli 2017 14:00-18:30                                               | Gert van 't Hof (14:00-16:00) Robbert Meeder (16:00-18:30) | Gio Lippens Sebastiaan Timmerman Steven Dalebout Matthijs Weststrate                     |
| 7 juli 2018 - 29 juli 2018 14:00-18:30                                               | Gert van 't Hof (14:00-16:00) Robbert Meeder (16:00-18:30) | Gio Lippens Sebastiaan Timmerman Steven Dalebout Corné Hendriks                          |
| 6 juli 2019 - 28 juli 2019 14:00-18:30 (doordeweeks) 14:00-18:30 (weekend)           | Gert van 't Hof (14:00-16:00) Robbert Meeder (16:00-18:30) | Gio Lippens Sebastiaan Timmerman Steven Dalebout Corné Hendriks                          |
| 29 augustus 2020 - 20 september 2020 14:00-18:30 (doordeweeks) 14:00-19:00 (weekend) | Gert van 't Hof en Suzanne Bosman (14:00-16:00 maandag t/m zaterdag), Robbert Meeder en Lara Rense (doordeweeks 16:00-18:30, zaterdag 16:00-19:00), wisselend (zondag) | Gio Lippens Sebastiaan Timmerman Steven Dalebout Edwin Cornelissen                       |
| 26 juni 2021 - 18 juli 2021 14:00-18:30 (doordeweeks) 14:00-18:00 (weekend)          | Gert van 't Hof (14:00-16:00) en Robbert Meeder (16:00-18:00/18:30) | Gio Lippens Sebastiaan Timmerman Steven Dalebout Edwin Cornelissen                       |
| 1 juli 2022 - 24 juli 2022 14:00-18:30 (doordeweeks) 14:00-18:00 (weekend)           | Henry Schut (14:00-16:00) en Robbert Meeder (16:00-18:00/18:30) | Gio Lippens Sebastiaan Timmerman Steven Dalebout Edwin Cornelissen                       |
| 1 juli 2023 - 23 juli 2023 14:00-18:30 (doordeweeks) 14:00-18:00/19:00 (weekend)     | Henry Schut (14:00-16:00) en Robbert Meeder (16:00-eind) | Gio Lippens Sebastiaan Timmerman Steven Dalebout Edwin Cornelissen                       |
| 29 juni 2024 - 21 juli 2024 14:00-18:30 (doordeweeks) 14:00-18:00/19:00 (weekend)    | Henry Schut (14:00-16:00) en Robbert Meeder (16:00-eind) | Andries Lamain Sebastiaan Timmerman Steven Dalebout Edwin Cornelissen                    |
| 5 juli 2025 - 27 juli 2025 14:00-18:30 (doordeweeks) 14:00-18:00/19:00 (weekend)     | Henry Schut (14:00-16:00) en Robbert Meeder (16:00-eind) | Joris van den Berg Sebastiaan Timmerman Steven Dalebout Thierry Boon                     |

## Programma
Naast de wedstrijdverslagen en de muziek kent Radio Tour de France vele jaarlijks terugkerende vaste onderdelen. In de jaren 80 was er de Kneetstory aan het einde van de etappe. Wielrenner Gerrie Knetemann vertelde in deze column op humoristische wijze over zijn belevenissen in de etappe van de dag. In 1994 werd de tourkaravaan van dichtbij gevolgd in het onderdeel Koels kijk op de karavaan, de column van chauffeur Gerard Koel van de NOS-reportagewagen. In de publieke tribune konden luisteraars in de uitzending telefonisch hun mening ventileren over een onderwerp. Philip Freriks was in vele edities te horen als columnist. In zijn column Philip en France schilderde de voormalig journaallezer een stukje Franse geschiedenis. Voormalig wielrenner Henk Lubberding verzorgt de laatste jaren de dagelijkse analyse van de verreden etappe in zijn Tourblik.
Naast de verslagen werden er in het programma ook prijzen weggegeven bij verschillende spelletjes. In 1992 werd Rob Zandvoort vanuit Radio Gelderland aangetrokken als sfeermaker in het programma en presenteerde het Tourspel. In 1993 werd er een nieuw spel geïntroduceerd, Peloton, waarin tien luisteraars door middel van druktoetsen op de telefoon de gestelde vragen met ja of nee konden beantwoorden.

## Muziek
De samenstelling van de muziek in het programma werd na het vertrek van Herman van de Velden verzorgd door Len Doens. Als nagedachtenis aan de periode Van de Velden bedacht Doens in 2007 de Tourartiest Top 23 Allertijden. Dit was een hitlijst waarbij luisteraars dagelijks konden stemmen op hun favoriete tourartiest. Luisteraars van het programma plaatsten dat jaar de band Rowwen Hèze op nummer één. Ook in 2008 werd Rowwen Hèze op één geplaatst in de lijst en in 2009 stond Coldplay op nummer één. Speciaal voor de tour van 2008 schreef Rowwen Hèze het nummer Nar Boave.
In 2011 zond de NOS gedurende de drie weken van het programma de Tour Top 100 uit. Dit was een door de luisteraars samengestelde lijst van liedjes die passen bij het Tour de France gevoel. De lijst werd niet alleen in Radio Tour de France uitgezonden, maar ook in de programma's De Tour ontwaakt en De proloog. Nummer 1 in de top 100 was het nummer Nathalie van Gilbert Bécaud. In 2017 werd er een nieuwe top 100 samengesteld voor Spotify.

### Tunes, jingles, promo's en fillers

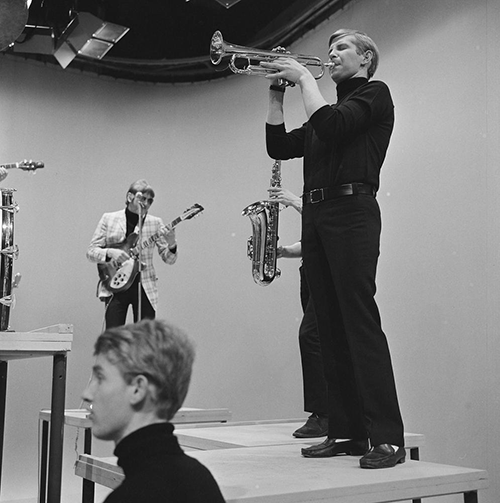
Rein van den Broek

Niet alleen de muziekkeuze, maar ook de gebruikte tunes en jingles in het programma kenmerken het programma. Naar aanleiding van vele vragen of de tunes en jingles van Radio Tour de France ook te koop zijn, besloot de NOS om in samenwerking met het Genootschap radiojingles en -tunes een cd uit te brengen onder de titel Ici... Radio Tour de France.
De onderstaande nummers worden/werden gebruikt voor Radio Tour de France:
- Acapulco - Bebida Magica[117]
- Chacao - La flor de la montaña[117]
- Diego Modena et Jean-Philippe Audin - Song of Ocarina[117]
- Earth, Wind & Fire - Magic Mind[117]
- Frans Mijts - Bicycle[117]
- Frans Mijts - Champion[117]
- Frans Mijts - Finish[117]
- Future World Orchestra - Roulette[117]
- Gino Vannelli - Mardi Grass
- Gino Vanelli - Prelude to the War[117]
- Gino Vanelli - Valleys of Valhalla[117]
- Herb Alpert - Fandango[117]
- Herb Alpert - Route 101[117]
- Kenny Clarke and Francy Boland Big Band - Wintersong[117]
- Maestro Moons - Gypsy Walk[117]
- Martin Agterberg - Behind the Mountains[117]
- Rein van den Broek Collection - Tarantuella[117]
- Rein van den Broek Collection - Triple M[117]
- Rein van den Broek Collection - Trumpet Cross[117]
- Rosenberg Trio - 2 in the Night[117]
- The Featsband - Bicycle[117]
- The Featsband - Finish[117]
- Tremeloes - Helule helule[117]
- Warm Sounds - Bird and Bees[117]

## Gelieerde programma's

### Tour de France extra
Voorafgaand aan Radio Tour de France zond Veronica in 1988 het programma Radio Tour de France extra uit. Het programma werd uitgezonden tussen 14:00 en 15:00 uur en gepresenteerd door Koos Postema, die dat jaar tevens medepresentator was van Radio Tour de France.

### De Tour ontwaakt
De Tour ontwaakt is een radioprogramma dat sinds 2008 in de ochtenduren tijdens het Radio 1 Journaal wordt uitgezonden. Het programma wordt uitgezonden tussen 8:30 en 9:00 uur. In het programma wordt vooruitgeblikt op de etappe van de dag.

### De proloog
In 2007 startte de VARA op Radio 1 met het programma De proloog. In het programma werd vooruitgeblikt op de etappe van de dag en met wielerliefhebbers het tournieuws doorgenomen. De eerste presentator van het programma was Bert van Slooten. In 2021 zond BNNVARA hetzelfde programma uit, op doordeweekse dagen van 13:00-14:00 uur. 

### De avondetappe
De NOS zond gedurende de Tour de France 's avonds het programma De avondetappe uit op Radio 1. Het programma verving gedurende deze periode Langs de Lijn. In het programma wordt teruggekeken op de afgelopen dag en waren er reportages en interviews met renners en ploegleiders te horen. Ook werd er vooruitgeblikt op de volgende etappe. De eerste avondetappe werd in 1993 uitgezonden en werd gemaakt door de gezamenlijke sportredacties van AVRO, NCRV, NOS en VOO. Vanaf 2014 wordt op dit tijdstip gewoon Langs de Lijn uitgezonden, waarin ongeveer dezelfde elementen terugkomen.